# Kaniów (Opole)
Pour les articles homonymes, voir Kaniów.
Kaniów est une localité polonaise du gmina de Popielów dans la voïvodie et le powiat d'Opole.